# Kenge
Kenge es un territorio y una localidad de la provincia del Kwango en la República Democrática del Congo. A 2009 tenía una población estimada de 41.612 habitantes.

## Colectividades
Se divide en la chefferie de Pelende-Nord en los secteurs de Bukanga-Lonzo, Kolokoso, Lufuna y Mosamba.